# UTC+6:30
UTC+6:30 (UTC+06:30) — часовой пояс, время в котором на 6 часов 30 минут смещено от UTC. Используется в следующих территориях:

## Использование

### Круглый год
- Австралия — часть:
  -  Кокосовые острова
- Мьянма

### Как летнее время
Сейчас как летнее время не используется.

## История использования
Также время UTC+6:30 использовалось:

### Круглый год
- Индия
- Шри-Ланка
- Бангладеш

### Как летнее время
- Индия
- Шри-Ланка
- Бангладеш
- Пакистан (1942—1945)